# Le Village au milieu des brumes
 (mai 2012).
Si vous disposez d'ouvrages ou d'articles de référence ou si vous connaissez des sites web de qualité traitant du thème abordé ici, merci de compléter l'article en donnant les références utiles à sa vérifiabilité et en les liant à la section « Notes et références ».

Le Village au milieu des brumes est un docu fiction réalisé en 1960 par Armand Chartier.

## Fiche technique
- Réalisation : Armand Chartier
- Directeur de la photographie : Henri Decae
- Musique : Georges Delerue
- Durée : 29 minutes[1]

## Distribution
- Andrée Jan : la trapéziste
- Charles Manetti : le clown

et les habitants d'Arrancy-sur-Crusne